# Apogon taeniophorus
 Apogon taeniophorus és una espècie de peix de la família dels apogònids i de l'ordre dels perciformes. Poden assolir els 11 cm de longitud total.

## Distribució geogràfica
Es troba des del Mar Roig fins a Sud-àfrica, el sud del Japó, Nova Gal·les del Sud (Austràlia) i l'Illa de Pasqua.